# Peter Dickinson (écrivain)
Pour les articles homonymes, voir Peter Dickinson.
Peter Dickinson, né Peter Malcolm de Brissac Dickinson le 16 décembre 1927 à Livingstone, en Rhodésie du Nord (aujourd'hui la Zambie), et mort le 16 décembre 2015 à Winchester, en Angleterre, est un poète et un écrivain britannique, auteur de plusieurs romans policiers et ouvrages de littérature d'enfance et de jeunesse.

## Biographie
Il naît à Livingstone, en Rhodésie du Nord (actuellement la Zambie), mais sa famille déménage quelques années plus tard en Angleterre où il est scolarisé. Il intègre le Collège d'Eton en 1941 dont il sort diplômé en 1946. Il effectue son service militaire pendant deux ans et entre au King's College de l'université de Cambridge où il obtient un baccalauréat universitaire ès lettres en 1951. Pendant dix-sept ans, il travaille successivement comme rédacteur, poète et chroniqueur pour le magazine satirique britannique Punch.
Il publie ses premiers livres en 1968 : The Weathermonger, un ouvrage pour la jeunesse, et Skin Deep, le premier titre de la série policière consacrée aux enquêtes du détective de Scotland Yard James Pibble. Il remporte le Gold Dagger Award pour ce roman, et de nouveau l'année suivante pour A Pride of Heroes (1969). Il entame dès lors une prolifique carrière d'écrivain. Il donne principalement des romans policiers et des ouvrages pour la jeunesse qui lui valent de nombreux prix et nominations littéraires. Il a également travaillé comme scénariste pour la télévision, signant notamment les six épisodes de la série Mandog en 1972. Son roman The Flight of Dragons est adapté par Arthur Rankin Jr. et Jules Bass en 1982.
En 1982, il est lauréat du prestigieux Premio Grafico Fiera di Bologna per la Gioventù, de la Foire du livre de jeunesse de Bologne (Italie) pour  City of gold and other stories from the Old Testament, illustré par Michael Foreman.
Peu traduit en France, l'auteur intègre la collection Rivages/Mystère au début des années 2000. Son roman Retour chez les vivants (One Foot in the Grave) obtient le Grand prix de littérature policière en 2002. Ses romans sont désormais publiés dans la collection Rivages/Noir et plusieurs de ses ouvrages de littérature d'enfance et de jeunesse ont été traduits dans les collections Folio Junior et Le Livre de poche jeunesse.
Il épouse Mary Rose Barnard en 1953 avec qui il a quatre enfants, dont l'écrivain John Dickinson (en). Son épouse décède en 1988. Il se remarie avec l'écrivain Robin McKinley en 1991.
Membre du Detection Club à partir de 1969, décoré de l'Officer of the Order of the British Empire (OBE) en 2009, il meurt le 16 décembre 2015 à Winchester en Angleterre, le jour de son quatre-vingt-huitième anniversaire.

## Œuvre

### Romans policiers

#### Série James Pibble
- Skin Deep ou The Glass-Sided Ants' Nest (1968)
- A Pride of Heroes ou The Old English Peep-Show (1969)
- The Seals ou The Sinful Stones (1970)
- Sleep and His Brother (1971) Publié en français sous le titre La Mort et son frère, Paris, traduit par Catherine Cheval, Paris, Payot & Rivages, coll. « Rivages/Mystère » no 49, 2003 (ISBN 2-7436-1104-9)
- The Lizard in the Cup (1972)
- One Foot in the Grave (1979) Publié en français sous le titre Retour chez les vivants, traduit par Catherine Cheval, Paris, Payot & Rivages, coll. « Rivages/Mystère » no 44, 2001 (ISBN 2-7436-0867-6) ; réédition, Paris, Payot & Rivages, coll. « Rivages/Noir », no 503, 2004 (ISBN 978-2-7436-0867-5)

#### Autres romans policiers
- The Green Gene (1973)
- The Poison Oracle (1974) Publié en français sous le titre L'Oracle empoisonné, traduit par Pauline Verdun, Paris, Fayard, coll. « Un thriller », 1975 ; réédition, Paris, LGF, coll. « Le Livre de poche » no 6459, 1988 ; réédition, Paris, Payot & Rivages, coll. « Rivages/Noir » no 519, 2004 (ISBN 2-7436-1287-8)
- The Lively Dead (1975)
- King and Joker (1976)
- Walking Dead (1977)
- A Summer in the Twenties (1981)
- The Last Houseparty (1982)
- Hindsight (1983)
- Death of a Unicorn (1984)
- Tefuga (1985)
- Skeleton-in-Waiting (1987)
- Perfect Gallows (1988)
- Play Dead (1991)
- The Yellow Room Conspiracy (1992)
- Some Deaths Before Dying (1999) Publié en français sous le titre Quelques morts avant de mourir, traduit par Catherine Cheval, Paris, Payot & Rivages, coll. « Rivages/Noir » no 537, 2004 (ISBN 2-7436-1331-9)

### Recueil de poésie
- The Weir: Poems by Peter Dickinson (2007)

### Littérature d'enfance et de jeunesse

#### TrilogieChance
- The Weathermonger (1968)
- Heartsease (1969)
- The Devil's Children (1970)

#### TétralogieThe Kin/La Tribu
- Suth's Story (1998) Publié en français sous le titre Histoire de Suth, traduit par Cécile Wajsbrot, Paris, Hachette Jeunesse, coll. « Le Livre de poche. Jeunesse. Aventure » no 765, 2001 (ISBN 2-01-321833-8)
- Noli's Story (1998) Publié en français sous le titre Histoire de Noli, traduit par Cécile Wajsbrot, Paris, Hachette Jeunesse, coll. « Le Livre de poche. Jeunesse. Aventure » no 772, 2002 (ISBN 2-01-321838-9)
- Ko's Story (1998) Publié en français sous le titre Histoire de Ko, traduit par Cécile Wajsbrot, Paris, Hachette Jeunesse, coll. « Le Livre de poche. Jeunesse. Aventure » no 789, 2002 (ISBN 2-01-321839-7)
- Mana's Story (1998) Publié en français sous le titre Histoire de Mana, traduit par Cécile Wajsbrot, Paris, Hachette Jeunesse, coll. « Le Livre de poche. Jeunesse. Aventure » no 931, 2003 (ISBN 2-01-321840-0)

#### Autres romans pour la jeunesse
- Emma Tupper's Diary (1970) Publié en français sous le titre Le Monstre du Loch, traduit par Jacques Brécard, Paris, Robert Laffont, coll. « Plein vent » no 89, 1972
- The Dancing Bear (1972)
- The Gift (1973)
- The Blue Hawk (1976)
- Annerton Pit (1977)
- Tulku (1979)
- Healer (1983)
- Eva (1988)
- AK (1990) Publié en français sous le titre Ma mère, c'est la guerre, traduit par Marie-Hélène Sabard, Paris, l’École des loisirs, coll. « Médium », 1992 (ISBN 2-211-06510-4) ; réédition, Paris, l'École des Loisirs, coll. « Médium poche », 1992  (ISBN 2-211-06808-1)
- A Bone from a Dry Sea (1992)
- Shadow of a Hero (1993)
- Time and the Clock Mice, Etcetera (1993)
- The Lion Tamer's Daughter (1999)
- The Ropemaker (2001)
- The Tears of the Salamander (2003)
- The Gift Boat (2004) Publié en français sous le titre Le Bateau de grand-père, traduit par Catherine Gibert, Paris, Gallimard, coll. « Folio Junior » no 1394, 2006 (BNF 40130620)
- Angel Isle ou The Ropemaker (2006)
- In the Palace of the Khans (2012)

### Ouvrages illustrés pour la jeunesse
- The Iron Lion (1973) avec Marc Brown et Pauline Baynes
- Hepzibah (1978) avec Sue Porter Publié en français sous le titre Hepzibah, traduit et adapté par Michel Sineux, Utrech, A.W. Bruna et Zoon, 1980  (ISBN 0-906008-03-4)
- City of Gold (1980) avec Michael Foreman Publié en français sous le titre La Ville d'or, traduit par Noël Chassériau, Paris, Gallimard, coll. « Folio Junior » no 754, 1995 (ISBN 2-07-058512-3)
- Giant Cold (1984), en collaboration avec Alan Cober
- A Box of Nothing (1985)
- Mole Hole (1987), illustrations de Jean Claverie Publié en français sous le titre La Guerre des taupes, Paris, Albin Michel, 1987 (ISBN 2-226-02761-0)
- Chuck and Danielle (1996)

### Essais
- Chance, Luck and Destiny (1975)
- The Flight of Dragons (1979), adapté à la télévision en Le vol du dragon (1982).

### Recueils de nouvelles
- Merlin Dreams (1988)
- The Lion Tamer's Daughter and other stories (1997)
- Touch and Go (1999)
- Water: Tales of Elemental Spirits (2002) avec Robin McKinley
- Fire: Tales of Elemental Spirits (2009) avec Robin McKinley
- Earth and Air: Tales of Elemental Creatures (2012)

## Prix et distinctions notables

### Prix
- Gold Dagger Award 1968 pour The Glass-Sided Ant’s Nest[3]
- Gold Dagger Award 1969 pour The Old English Peep Show[3]
- Premio Grafico Fiera di Bologna per la Gioventù, de la Foire du livre de jeunesse de Bologne[2]  1982, pour City of Gold and other stories from the Old Testament, illustré par Michael Foreman.
- (international) « Honour List »[4] de l' IBBY pour Tulku
- Prix Mythopoeic 2002 pour The Ropemaker
- Grand prix de littérature policière 2002 pour Retour chez les vivants (One Foot in the Grave)[5]

### Nominations
- Prix Edgar-Allan-Poe 1969 du meilleur roman pour The Glass-Sided Ant’s Nest[6]
- Prix Edgar-Allan-Poe 1970 du meilleur roman pour The Old English Peep Show[6]
- Gold Dagger Award 1970 pour The Sinful Stones[3]
- Gold Dagger Award 1971 pour Sleep and His Brother[3]
- Gold Dagger Award 1974 pour The Poison Oracle[3]
- Gold Dagger Award 1975 pour The Lively Dead[3]
- Gold Dagger Award 1991 pour Play Dead[3]

## Filmographie

### Comme auteur adapté
- 1975 : The Changes, série britannique réalisé d'après la trilogie éponyme.
- 1977 : Jackanory, série britannique, épisode Annerton Pit réalisé d'après le roman éponyme.
- 1982 : The Flight of Dragons, film d'animation britannique réalisé par Arthur Rankin Jr. et Jules Bass, d'après le roman éponyme.

### Comme scénariste
- 1972 : Mandog